# Антимонов, Сергей Иванович
Серге́й Ива́нович Антимо́нов (15 июня 1880 или 30 июня 1880, Курск — 8 мая 1954 или 7 сентября 1954, Москва) — русский и советский актёр театра и кино, драматург.

## Биография
Родился в 1880 году в Курске. Был самоучкой и тянулся к актёрскому ремеслу, пробовал сочинять. Однажды он отправил письмо в Москву, в МХТ Немировичу-Данченко, в котором сообщил, что хочет выйти на сцену театра в качестве актёра. Спустя год театр открыл школу-студию и Немирович-Данченко вспомнил о письме юноши из Курска. Сергей Антимонов выдержал вступительный конкурс и был зачислен в студенты.
Будучи студентом, Антимонов участвовал почти во всех постановках МХТ (с 1901 по 1903 гг.), исполняя небольшие роли. По окончании школы Сергей Антимонов начал гастролировать по провинциальным труппам: Тверь, Самара, Екатеринбург, Моршанск, Херсон, Нежин, Красноярск, Белгород.
В 1904 году Сергей Антимонов поставил свою первую пьесу «Белое, серое, чёрное».
В 1908 году женился на Марии Яроцкой, которая сыграла в его пьесе «Притча о любви».
С 1908 по 1919 год Сергей Антимонов служил в пародийном театре «Кривое зеркало» в Санкт-Петербурге, став одним из его создателей. Среди его многочисленных ролей были, как главные, так и в эпизодические.
Сезон 1919—1920 года Сергей Антимонов провёл в театре имени Луначарского Покровской Слободы (ныне город Энгельс), затем три сезона служил в Саратовском театре драмы имени К. Маркса. Сезон 1923—1924 года — в театре «Кривой Джимми» в Москве. С 1924 года Антимонов работал в Театре сатиры. С середины 1930-х годов много снимался в кино. В 1933—1937 гг. — актёр Камерного театра. С 1937 года актёр на киностудии «Союздетфильм». Последние годы Сергей Антимонов работал в Театре-студии киноактёра, но выходил на сцену мало из-за тяжёлой болезни.
Умер в 1954 году и был похоронен в Москве на Введенском кладбище (22 участок), рядом с женой актрисой Марией Яроцкой.

## Творчество

### Пьесы
- «Притча о любви» (1908)
- «Водотолчея» (1909)
- «Женщина и смерть» (1911)
- «Мужья и жены» (1914)
- «Любовь и доктор» (1915)
- «Молодое вино» (1916)
- «Бова-королевич» (1918)
- «Колумб» (1920)
- «Нужная бумажка» (1924)
- «Петровы потехи» (1924)
- «Чужая голова» (1925)
- «Женихи» (1927, с Н. А. Адуевым)
- «Спящий красавец» (1932, с А. Арго)

### Роли в кино

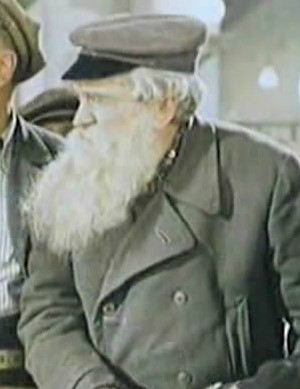
В роли пассажира в фильме «Поезд идёт на восток» (1947)

1. 1926 — Ветер — хозяин Аннушки
2. 1936 — Цирк — шпрехшталмейстер
3. 1936 — Партийный билет — Куликов
4. 1937 — На Дальнем Востоке — Янков
5. 1938 — Волга, Волга — дворник Охапкин
6. 1939 — Ленин в 1918 году — Поляков
7. 1939 — Ночь в сентябре — член комиссии (нет в титрах)
8. 1939 — Степан Разин — астраханский воевода
9. 1940 — Любимая девушка — вахтёр роддома
10. 1947 — Русский вопрос — Кеслер
11. 1947 — Весна — профессор
12. 1949 — Счастливый рейс — билетёр, в титрах не указан